# Amphioplus congensis
Amphioplus congensis är en ormstjärneart som först beskrevs av Studer 1882.  Amphioplus congensis ingår i släktet Amphioplus och familjen trådormstjärnor. Inga underarter finns listade i Catalogue of Life.